# Pilatoporus
Pilatoporus is een geslacht van schimmels behorend tot de familie Fomitopsidaceae. De typesoort is Pilatoporus palustris.

## Soorten
Volgens Index Fungorum telt het geslacht zeven soorten (peildatum maart 2023):
| Soortnaam                | Auteur(s)                               | Publicatiejaar |
| ------------------------ | --------------------------------------- | -------------- |
| Pilatoporus canus        | (B.K. Cui, Hai J. Li & M.L. Han) Zmitr. | 2018           |
| Pilatoporus durescens    | (Overh. ex J. Lowe) Zmitr.              | 2018           |
| Pilatoporus hemitephrus  | (Berk.) Zmitr.                          | 2018           |
| Pilatoporus maroccanus   | Kotl. & Pouzar                          | 1993           |
| Pilatoporus ostreiformis | (Berk.) Zmitr.                          | 2018           |
| Pilatoporus palustris    | (Berk. & M.A. Curtis) Kotl. & Pouzar    | 1990           |
| Pilatoporus subtropicus  | (B.K. Cui & Hai J. Li) Zmitr.           | 2018           |